# チャールズ・S・モアヘッド
チャールズ・スローター・モアヘッド（英: Charles S. Morehead、1802年7月7日 - 1868年12月21日）は、19世紀アメリカ合衆国の政治家、弁護士であり、第20代ケンタッキー州知事を務めた。また同州選出アメリカ合衆国下院議員も務めた。その政歴の大半を通じてホイッグ党員だったが、1855年にはノウ・ナッシング、別名アメリカ党に加入しており、ノウ・ナッシング公認で当選した唯一のケンタッキー州知事となった。
モアヘッドの政歴は1828年にケンタッキー州下院議員になったときに始まった。1832年には州検事総長に指名された。この職を5年間務めてから下院議員に戻り、下院議長にも3度選ばれた。1848年、アメリカ合衆国下院議員に選出され、3期を務めた。その後ノウ・ナッシングに加わり、1855年には党公認の知事候補となった。その選挙運動は、ルイビルでの「血の月曜日」を触発することになった、反移民、反カトリックの主張によってケチがついたものの、州知事に当選した。
南北戦争のときにケンタッキー州をその埒外に置こうとした1861年平和会議と境界州会議では代議員になった。ケンタッキー州の中立を望んだが、南部に同調的であり、エイブラハム・リンカーン政権を公然と批判した。1861年9月には不忠罪で投獄されたが、正式の告訴は無かった。1862年1月には釈放され、その後はカナダ、ヨーロッパ、メキシコに逃亡していた。戦後はアメリカに戻り、ミシシッピ州グリーンビルにあった自分のプランテーションに入り、そこで1868年12月21日に死んだ。

## 初期の経歴
チャールズ・スローター・モアヘッドは1802年7月7日に、ケンタッキー州ネルソン郡バーズタウン近くで生まれた。父は同名のチャールズ・モアヘッド、母はマーガレット（旧姓スローター）であり、第12代ケンタッキー州知事ジェイムズ・T・モアヘッドの従弟だった。父はケンタッキー州上下両院の議員を務めた。
モアヘッドは地域の公立学校で教育を受け、その後トランシルベニア大学に入学した。1820年に学士号を取得し、優秀な成績で卒業した。卒業後は大学の講師になり、1822年には法学士号を取得した。その後クリスチャン郡に移って、法廷弁護士として認められ、ホプキンスビルで法律実務を始めた。農園経営者でもあり、ミシシッピ州とルイジアナ州にプランテーションを所有していた。
モアヘッドは1823年7月10日に、アマンダ・リービーと結婚したが、アマンダは1829年7月5日に25歳で死んだ。1831年9月6日に、アマンダの妹であるマーガレットと再婚した。この夫妻には4人の子供が生まれた。夫婦共に音楽、観劇、ダンス、パーティを大変好んだ。

## 政歴
1828年、モアヘッドはホイッグ党員としてケンタッキー州下院議員に選ばれ、1829年も再選された。2期目を務めた後、法律実務には都合が良いと考えてフランクフォートに移転した。1832年には州検事総長に指名され、5年間務めた。1834年、メイソン・ブラウンと共に『ケンタッキー州法のダイジェスト』を共同出版した。1838年から1842年、さらに1844年は、フランクリン郡を代表してケンタッキー州下院議員に選ばれ、1840年、1841年および1844年の3度下院議長に選ばれた。
1847年にはアメリカ合衆国下院議員に選ばれ、1847年3月4日から1851年3月3日まで務めた。2期目にはホイッグ党がモアヘッドを下院議長候補に推した。議長を選出する投票は1849年12月3日に始まった。ホイッグ党は最初にロバート・C・ウィンスロップを候補としたが、数回投票を行っても、党の中に派閥の対立があったために過半数を獲得できなかった。北部州のホイッグ党員の中には自由土地推進者のデイビッド・ウィルモットに投票する者がおり、南部州のホイッグ党員5人は一徹にメレディス・ジェントリーに投票していた。民主党もその候補者ハウエル・コブに対して過半数を集められない状況にあった。
12月10日のホイッグ党員集会で、さらに1日ウィンスロップへの投票を続け、ウィンスロップがだめならば、モアヘッド支持に切り換えることで合意した。モアヘッドならばウィンスロップへの支持票を保ちながら、南部ホイッグ党員の票や、南部民主党員の票も集められると考えられた。12月11日にホイッグ党の意図が公開され、その夜までに、モアヘッドは南部民主党員20人からの支持表明があったと報告した。その日の投票の間に、南部ホイッグ党員5人が支持者をジェントリーからモアヘッドに変えた。しかし、この変更が北部ホイッグ党員の多くには逆効果となり、12月11日夜の党員集会で、モアヘッドが選ばれれば、特に南部民主党の支持を得た場合には「北部のホイッグ党を潰すことになる」と宣言した。モアヘッドは党員集会を紛糾させるよりも撤退する道を選んだ。最終的に12月22日に行われた63回目の投票で、コブが下院議長に選出された。

### ケンタッキー州知事
アメリカ合衆国下院議員を辞めた後は、法律実務とプランテーションの管理を再開した。1852年アメリカ合衆国大統領選挙ではウィンフィールド・スコットの選挙人となり、1853年にはケンタッキー州下院議員をもう1期務めた。1855年初期までにホイッグ党は派閥の争いで分裂状態になっていた。ケンタッキー州では、ホイッグ党の元党員の多くがノウ・ナッシング党と関わっていた。モアヘッドもその1人であり、ノウ・ナッシング党は民主党よりも「統一的」であると主張していた。元ホイッグ党員はノウ・ナッシング党を取り上げて、統一主義ホイッグ党組織に作り直そうと期待していた。ノウ・ナッシングの1855年州知事候補者ウィリアム・ラビング判事が健康上の理由で辞退したときに、大挙入党していた元ホイッグ党員がモアヘッドを代役の知事候補に推した。ホイッグ党が解体する前の4月にあった党大会では、多くの者がモアヘッドを知事候補に推すと予測していた。
当時のケンタッキー州は移民やカトリック教徒の数が少なかったが、モアヘッドの選挙運動で訴えたことの多くがこのような集団に対抗することだった。州内で移民やカトリック教徒の大半がルイビルに住んでおり、1855年8月6日、「血の月曜日」と呼ばれた反外国人暴動によってその緊張関係が頂点に達した。知事選挙でモアヘッドは69,816票を獲得し、65,413票だった民主党のビバリー・L・クラークを制して当選した。モアヘッドはその就任演説で、逃亡奴隷法の無効化を非難し、また選挙運動で訴えたことにも拘わらず、帰化市民の「完全な平等」を主張した。
モアヘッドの知事としての任期は活動的なものだった。最初のケンタッキー州祭を農業の改良を奨励する手段と見て、予算割り当てを承認した。1856年にはケンタッキー州農業協会の設立も承認した。前任者であるラザラス・W・パウェルのときに始まった地形測量が完了し、結果が公開された。内国改良も進んだ。鉄道営業キロの延長は、モアヘッドが知事を務めている間に242kmから568kmにまで伸びた。
ケンタッキー州の教育体系も急速に拡大され、州内で資格ある教師が不足するようになった。モアヘッドはこの需要に対応して、トランシルベニア大学で州の支援する教員養成を行う法案を提案した。州の教育監督官ジョン・D・マシューズがこの法案を支持してロビー活動を行い、ケンタッキー州で教師を育成できなければ、北部から州内への教師の流入を許すことになり、児童の心に悪影響を与えると主張した。この法案は1856年に成立し、トランシルベニア大学は私立大学から州が支援する大学に転換された。それまで議会が歳入に含めて考えていた教育税で集められた金がトランシルベニア大学支援に振り向けられた。教員養成プログラムで75人の学生を受け入れたが、法案成立後直ぐに策定された計画には逆らっていた。多くの市民は公的教育資金を高等教育に使うべきではないと考えた。モアヘッドはこの計画を守ったが、2年後に招集された議会は大学への資金手当を撤廃した。
フランクフォートの州立刑務所に収容される囚人の数も増えていた。1856年までに237人が収監されていたが、刑務所には126室しかなかった。州法では夜間に独房監禁を求めていたが、空間の制約のためにそれを守ることができていなかった。モアヘッドは議会と協業して刑務所を252室まで拡張する計画を作った。刑務所長と州の契約を再交渉して州に有利な形にし、刑務所長が懲役から上がる収入を集めることも認めた。
モアヘッドは知事としての初期に、新しく2件の銀行認証を承認したが、後にはハロズバーグの銀行を初めとしてその他の数件を拒否した。州議会では他にも多くの銀行認証が廃案になった。モアヘッドの知事任期の後半は1857年恐慌の影響を受けた。1857年12月、貧者救済のために、州は21,000ドルを当てたと報告した。

## 南北戦争と晩年
モアヘッドは1859年にルイビルに移転し、甥のチャールズ・M・ブリッグスと共に法律実務の共同経営を始めた。1861年2月、州間の党派的問題を解決しようとした平和会議に出席した。1861年5月、内乱を避けようとした試みである境界州会議の代議員に選ばれた。しかしこの会議は実を結ばなかった。この会議で作られた最終文書には同意できない条項が含まれていたために、モアヘッドは署名しなかった。ケンタッキー州が中立に留まることを推奨したが、個人的には南部に同調的であり、エイブラハム・リンカーン政権を公然と批判した。国務長官ウィリアム・スワードが南部との交易を遮断したことを批判した。
1861年9月19日、モアヘッド、「ルイビル・クーリエ」編集者リューベン・T・ダーレット、およびマーティン・W・バーという男が不忠罪で逮捕された。この3人はインディアナポリスに連れて行かれ、その翌日、ルイビル巡回裁判所判事ジョン・カトロンが、モアヘッドに対して「人身保護令状」を発行した。9月24日、モアヘッドを逮捕した役人がカトロンに、アメリカ合衆国陸軍長官サイモン・キャメロンが既にモアヘッドをニューヨーク港のラファイエット砦に連れて行くよう命令を出したと告げた。それから間もなく大陪審が招集されたが、モアヘッドに対する告発を上げることができなかった。
モアヘッドは後に、ボストン港のウォーレン砦に移送された。モアヘッドは監視人に刑務所での状態について苦情を言っていた。特に10フィート (3 m) と20フィート (6 m) しかない1室に、他の9人と閉じこめられていては手紙を書くのも難しいと訴えた。モアヘッド釈放の請願書がリンカーン大統領に届けられたが、リンカーンは国務長官のスワードに、「ジェイムズ・ガスリーとジェイムズ・スピード（ケンタッキー州におけるリンカーンの友人）がそうすべきと考えたとき」に、モアヘッドとその他同時に逮捕された者を釈放すると伝えた。後にガスリーはリンカーンに、モアヘッドの逮捕はケンタッキー州における北軍支持派にとって「恩恵をもたらさなかった」と伝えた。モアヘッドは1862年1月6日に、南部反乱に加担しないと宣誓することを条件に仮釈放された。1862年3月19日、その仮釈放状態から無条件に解放された。
モアヘッドはルイビルの自宅に戻ったが、アメリカ合衆国憲法に対する忠誠の誓いを拒否したことで、再度逮捕されることを怖れた。1862年6月、モアヘッドはカナダに逃亡し、続いてヨーロッパ、最後はメキシコに逃げた。終戦後、アメリカ合衆国に戻って、ミシシッピ州グリーンビルのプランテーションで生活した。モアヘッドは1868年12月21日に死に、敷地内に埋葬された。1879年5月31日、ケンタッキー州フランクフォート市フランクフォート墓地に移葬された。

## 関連図書
- Morehead, Charles Slaughter; Mason Brown (1834). A Digest of the Statute Laws of Kentucky, of a Public and Permanent Nature: From the Commencement of the Government to the Session of the Legislature, Ending on the 24th February, 1834 : with References to Judicial Decisions. A. G. Hodges 2009年2月23日閲覧。

| 公職                       | 公職                             | 公職                    |
| -------------------------- | -------------------------------- | ----------------------- |
| 先代 ラザラス・W・パウェル | ケンタッキー州知事 1855年–1859年 | 次代 ベリア・マゴフィン |